# Circolo Sportivo Italiano
El Circolo Sportivo Italiano és un club de futbol peruà de la ciutat de Lima.
El club nasqué el 16 d'agost de 1917. El club va jugar a la màxima divisió peruana en nou ocasions entre 1926 i 1934. El 15 de juny de 1922 inaugurà un estadi propi conegut amb el nom de Víctor Manuel III.

## Temporades
| Any  | Divisió | Lliga | T. Regular             | G-E-P        | GF-GC      |
| ---- | ------- | ----- | ---------------------- | ------------ | ---------- |
| 1917 | 1       | PFL   |                        |              |            |
| 1918 | 1       | PFL   |                        |              |            |
| 1919 | 1       | PFL   |                        |              |            |
| 1920 | 1       | PFL   |                        |              |            |
| 1921 | 1       | PFL   |                        |              |            |
| 1926 | 1       | FPF   | 7                      | 1-0-2        | 10-9       |
| 1927 | 1       | FPF   | 3                      | 2-0-1        | 8-5        |
| 1928 | 1       | FPF   | 3 Grup 2 / 5 Campionat | 5-3-1, 0-1-3 | 15-8, 5-11 |
| 1929 | 1       | FPF   | 2                      | 6-4-1        | 26-23      |
| 1930 | 1       | FPF   | 2 Grup 1               | 1-1-1        | 3-4        |
| 1931 | 1       | FPF   | 10                     | 4-0-7        | 12-29      |
| 1932 | 1       | FPF   | 8                      | 1-0-6        | 2-30       |
| 1933 | 1       | FPF   | 8                      | 3-1-5        | 11-14      |
| 1934 | 1       | FPF   | 9                      | 0-1-7        | 5-7        |